# Терихов, Сергей Русланович
Сергей Русланович Терихов (род. 31 марта 1974) — белорусский футболист, полузащитник.

## Биография
Воспитанник Республиканского училища олимпийского резерва (Минск) и ДЮСШ г. Витебска. В Минске в 1992 году выступал за мини-футбольную команду «Элита».
В большом футболе дебютировал в сезоне 1992/93 в высшей лиге Белоруссии в витебском клубе КИМ (позже переименован в «Двину»). Три сезона подряд со своим клубом становился призёром чемпионата страны — серебряным (1992/93, 1994/95) и бронзовым (1993/94).
Летом 1995 года перешёл в мозырский МПКЦ, проводивший свой дебютный сезон в высшей лиге. В осеннем сезоне 1995 года стал серебряным призёром, а в 1996 году — чемпионом и обладателем Кубка Белоруссии. Участник Кубка Содружества 1997 года. Однако в 1997 году потерял место в составе клуба, и сыграв несколько матчей на старте сезона за фарм-клуб во второй лиге, покинул команду.
В ходе сезона 1997 года перешёл в «Гомель», с которым стал победителем первой лиги, а на следующий год играл в высшем дивизионе. В 1999 году на один сезон вернулся в витебский клуб, называвшийся теперь «Локомотив-96», а в 2000 году играл за аутсайдера высшей лиги «Торпедо-Кадино» (Могилёв). После этого за клубы высшей лиги уже не выступал.
В 2001 году играл во второй лиге за «Руденск» и «Трудовые резервы-РИПО». Следующие два сезона провёл в «МТЗ-РИПО», становился победителем второй (2002) и первой (2003) лиги. Затем играл в клубах первой лиги «Верас» (Несвиж), «ЗЛиН» (Гомель), «Полоцк», а в конце карьеры провёл один сезон во второй лиге за «Вертикаль» (Калинковичи).
Всего в высшей лиге Белоруссии сыграл 150 матчей и забил 5 голов.